# KBS2
KBS2 è un canale televisivo sudcoreano di proprietà della Korean Broadcasting System, risultato della fusione forzata della Tongyang Broadcasting Corporation con KBS nel 1980.

## Programmazione
KBS2 è la casa di programmi prevalentemente di intrattenimento e drama prodotti da KBS, oltre alla messa in onda di KBS 8 Morning Newstime, KBS Newstime e al notiziario principale della stazione, Music Bank e You Hee-yeol's Sketchbook, i principali programmi musicali della rete, Haepitugedeo, Chulbal Dream Team, 1bag 2il, Superman-i dol-awassda e Bulhu-ui myeong-gok: Jeonseoreul noraehada, i famosi spettacoli di varietà della rete.

## Palinsesto

### Precedentemente in onda
- Neodo ingan-ini?

## Disputa sulla distribuzione del canale
Il 16 gennaio 2010 è scoppiata una disputa tra KBS e la Korea Cable TV Association (KCTA) sulle spese di trasporto. KCTA ha cercato di ridurre le tariffe delle principali reti nazionali per il trasporto dei propri segnali attraverso i provider di abbonamento. KBS aveva chiesto di addebitare 280 won per abbonato, mentre i provider televisivi limitavano la loro offerta a 100. I negoziati hanno raggiunto un punto morto e quindi i fornitori hanno deciso di interrompere il trasporto di KBS2 a livello nazionale a partire dalle 15:00 (KST) lo stesso giorno, provocando un forte calo degli ascolti del canale. Dopo il blackout, la Korea Communications Commission (KCC) ha ordinato ai fornitori di TV di riprendere la distribuzione del canale, pena una pesante multa: inizialmente rifiutarono, ma il 17 gennaio accettarono di riprendere a trasmettere il canale sulle proprie piattaforme dopo 28 ore.